# Bulltofta flyveplads
Bulltofta flyveplads (svensk navn: Bulltofta flygplats (IATA: MMA, ICAO: ESMM) var fra 1923 til 1972 den største flyveplads for Malmø, indtil den blev erstattet af Malmö Sturup flygplats. Det tidligere flyvepladsområde, i dag kaldet Bulltoftafältet, består af en stor park og et erhvervs- og boligområde.

## Historie
Bulltofta flyveplads blev anlagt på Kronprinsens husarregements eksercerplads og blev indviet i september 1923, to år før åbningen af Københavns Lufthavn i Kastrup. Da der blev oprettet ruteflyvninger i 1924, var ruten København-Malmø verdens korteste internationale flyrute. I løbet af 1930'erne blev flyvepladsen en central del af det europæiske rutenet med ruter til bl.a. England, Frankrig og Nederlandene.
I 1936 indtraf en alvorlig flyulykke, da en Fokker F.XXII kort efter start fra Bulltofta mistede tre ud af fire motorer og styrtede ned i et hus. 12 af de 13 ombordværende blev kvæstet og én, muligvis to, omkom ved ulykken. Flyet var på ruten fra Stockholm til Amsterdam med mellemlandinger i Malmø og København. Der foreligger en dansk dokumentaroptagelse af vraget i filmen Flyvekatastrofen i Malmø fra 1936.
Under 2. verdenskrig blev det svenske flyvevåbens flyflotille F 10 overført til Bulltofta. Fra juli 1943 til maj 1945 nødlandede 29 B-17 Flying Fortress og 33 B-24 bombefly ved flyvepladsen, og der blev oprettet en interneringslejr for de amerikanske flyvere. Efter krigen blev flyvepladsen igen civil, og F 10 flyttede til Ängelholm.
I 1952 fik Bulltofta asfaltbaner, og chartertrafiken med jetfly blev vigtig. Støjen fra jetflyene var dog for kraftig, ligesom den øgede trafikmængde krævede mere plads, end hvad der var til rådighed i Bulltofta, så i december 1972 blev flyvepladsen nedlagt og trafikken flyttet til Sturup. Kort forinden lukningen blev Bulltofta rammen om den første flykapring i Sverige, da kroatiske højreradikale tilknyttet Ustaše kaprede et svensk fly mellem Göteborg og Stockholm og tvang det til landing i Bulltofta og stillede krav om frigivelse af fængslede Ustaše-terrorister.
Der er i dag bevaret den tidligere passagerterminal og kontroltårn, og der findes i området fortsat enkelte hangarer og radarinstallationer, men ellers er området i dag beboelsesområde.

## Galleri
- Bulltoftas tre hangarer i 1930'erne
- AB Aerotransports Junkers G24 "Uppland", fremstillet af AB Flygindustri under service i hangar 2.
- En B-24 Liberator efter nødlanding i Bulltofta den 20. juni 1944.
- Hangar 2 (bygget 1926) er den eneste af Bulltoftas "egne" tre hangarer, der stadig findes. Hangar 1 (bygget 1923) blev revet ned i 1969 og hangar 3 (bygget 1929) brændte i 1979.
- Den "nye" terminalbygning fra 1959 med flyveledertårnet på taget findes fortsat
- Radartårnet øst for fragtterminalen er bevaret
- Den østlige del start- og landingsbanen er bevaret og benyttes i dag som køreteknisk anlæg.